# Just Dance 2: Extra Songs
Just Dance 2: Extra Songs (connu sous le nom de Just Dance: Summer Party aux États-Unis) est un jeu de rythme développé par Ubisoft Paris et édité par Ubisoft. Il contient quasiment toutes les chansons exclusives DLC de Just Dance 2 sur un seul disque. Il est sorti le 17 juillet 2011 en Australie et en Europe et le 19 juillet 2011 en Amérique du Nord.

## Système de jeu
Comme Just Dance et Just Dance 2, jusqu'à quatre joueurs peuvent essayer de reproduire une routine de danse sur une chanson choisie. Les différents modes sont tous les mêmes que dans Just Dance 2. Toutes les musiques des DLC et les exclusivités Best Buy de Just Dance 2 sont présentes, à l'exception de It's Not Unusual, Crazy Christmas, Spice Up Your Life, Come On Eileen et Should I Stay or Should I Go.

## Liste des titres
Le jeu contient 23 pistes musicales, toutes issues du contenu téléchargeable et des exclusivités Best Buy de Just Dance 2, à l'exception des chansons susmentionnées.
| Chanson                   | Artiste                                                  | Difficulté | Effort | Année |
| ------------------------- | -------------------------------------------------------- | ---------- | ------ | ----- |
| American Boy              | Estelle feat. Kanye West                                 | 2          | 1      | 2008  |
| Barbie Girl               | Countdown Dee's Hit Explosion                            | 1          | 3      | 1997  |
| Born to Be Wild           | Steppenwolf                                              | 1          | 2      | 1968  |
| Chicken Payback           | The Bees                                                 | 1          | 1      | 2004  |
| Crying Blood              | V V Brown                                                | 2          | 2      | 2008  |
| Down by the Riverside     | The Reverend Horatio Duncan and Amos Sweets              | 2          | 1      | 1927  |
| Firework                  | Katy Perry                                               | 1          | 2      | 2010  |
| Funkytown                 | Sweat Invaders                                           | 1          | 1      | 1980  |
| Futébol fou               | The World Cup Girls                                      | 1          | 2      | 2003  |
| Here Comes the Hotstepper | The Hit Crew                                             | 2          | 2      | 1995  |
| Jai Ho!                   | AR Rahman et The Pussycat Dolls feat. Nicole Scherzinger | 2          | 2      | 2009  |
| Kung Fu Fighting          | Carl Douglas                                             | 2          | 2      | 1974  |
| Mambo No. 5               | Lou Bega                                                 | 3          | 2      | 1999  |
| Maniac                    | Studio Allstars                                          | 2          | 3      | 1983  |
| Moving on Up              | M People                                                 | 1          | 2      | 1993  |
| Nine in the Afternoon     | Panic! at the Disco                                      | 1          | 1      | 2008  |
| Pon de Replay             | Rihanna                                                  | 2          | 2      | 2005  |
| Professor Pumplestickle   | Nick Phoenix et Thomas J. Bergersen                      | 3          | 1      | 2006  |
| Pump Up the Volume        | MARRS                                                    | 2          | 2      | 1987  |
| Skin-To-Skin              | Sweat Invaders                                           | 1          | 3      | 1992  |
| Song 2                    | Blur                                                     | 2          | 2      | 1997  |
| Why Oh Why                | Stéphane Huguenin, Yves Sanna et Christian Padovan       | 1          | 1      | 1984  |
| You Can't Hurry Love      | The Supremes                                             | 2          | 2      | 1966  |